# 阿克頓中央站
阿克顿中心站（英語：Acton Central railway station）是伦敦地上铁北伦敦线上的一个车站。位于伦敦第3收費區，伦敦西部伊灵区的阿克顿镇境内。往北可在威爾斯登交匯站轉乘沃特福德直流电铁线和西伦敦线。往南可在古納斯伯里站等站轉乘区域线里奇蒙支线。